# 823
823（八百二十三、はっぴゃくにじゅうさん）は自然数、また整数において、822の次で824の前の数である。

## 性質
- 823は143番目の素数である。1つ前は821、次は827。
  - 約数の和は824。
- 821と823は32番目の双子素数である。1つ前は (809, 811)、次は (827, 829)。
- (821, 823, 827, 829) は5番目の四つ子素数である。1つ前は (191, 193, 197, 199)、次は (1481, 1483, 1487, 1489)。
- 46番目の左切り捨て可能素数である。1つ前は797、次は853。
- 82…23 の形の最小の素数である。次は82223。ただし挟まれた数は無くてもいいとすると最小は83。(オンライン整数列大辞典の数列 A101062)
- 末尾の2桁が23の4番目の素数である。1つ前は523、次は1123。(オンライン整数列大辞典の数列 A244766)
- 1/823 は循環節の長さが822の循環小数となる。
  - 逆数が循環小数になる数で循環節が822になる最小の数である。次は1646。
  - 循環節が n − 1 である巡回数を作る51番目の素数である。1つ前は821、次は857。
  - 双子素数の小さい方の821も循環節が n − 1 になるため、このような双子素数では4番目の組である。1つ前は (179, 181)、次は (1019, 1021)。
- 各位の和が13になる66番目の数である。1つ前は814、次は832。
  - 各位の和が13になる数で16番目の素数である。1つ前は751、次は1039。(オンライン整数列大辞典の数列 A106755)

## その他 823 に関連すること
- 西暦823年
- 紀元前823年
- 823P
- 823T
- 823SH